# Amaury de Merode
Pour les autres membres de la famille, voir Maison de Merode.
Le prince Amaury de Mérode, né le 3 octobre 1902 à Everberg et mort le 17 mai 1980 à Louvain, est un aristocrate belge, membre de la maison de Mérode. Il a été brièvement grand maréchal de la Cour de Belgique sous le règne de Léopold III après la Seconde Guerre mondiale.

## Biographie
Amaury Werner François Ghislain de Mérode, né à Everberg, le 3 octobre 1902, est le fils de Jean de Mérode, Grand maréchal de la Cour de Belgique, et de Marie-Louise de Bauffremont-Courtenay. En juin 1926, alors qu'il est sous-lieutenant au 2e régiment de Chasseurs à cheval, il  épouse au Roeulx la princesse Marie-Claire de Croÿ qui lui a donné trois enfants.
Comme Louis et Félix, il devient en mars 1950 président de l'Association de la noblesse du royaume de Belgique.
Au retour du roi Léopold III en Belgique en 1950, il est désigné grand maréchal de la Cour de Belgique. En avril 1951, il est écarté de sa fonction de grand maréchal et admis à la retraite sous la pression des partis socialiste et libéral qui craignaient l'ascendant politique qu'il exerçait sur le prince Baudouin.
En 1952, il devient directeur puis à partir de 1955, président du Royal Automobile Club de Belgique.
En 1959, il devient membre du Comité exécutif et vice-président de la Fédération internationale de l'automobile (FIA). En 1966, il est nommé président du Comité financier de FIA et en 1971 est président de la FIA, où il siège durant un mandat, jusqu'en 1975.

## Distinctions
- Grand-croix de l'ordre de la Couronne en 1951 (Belgique).
- Grand-croix de l'ordre d'Adolphe de Nassau en 1950 (Luxembourg).